# Fādilīya

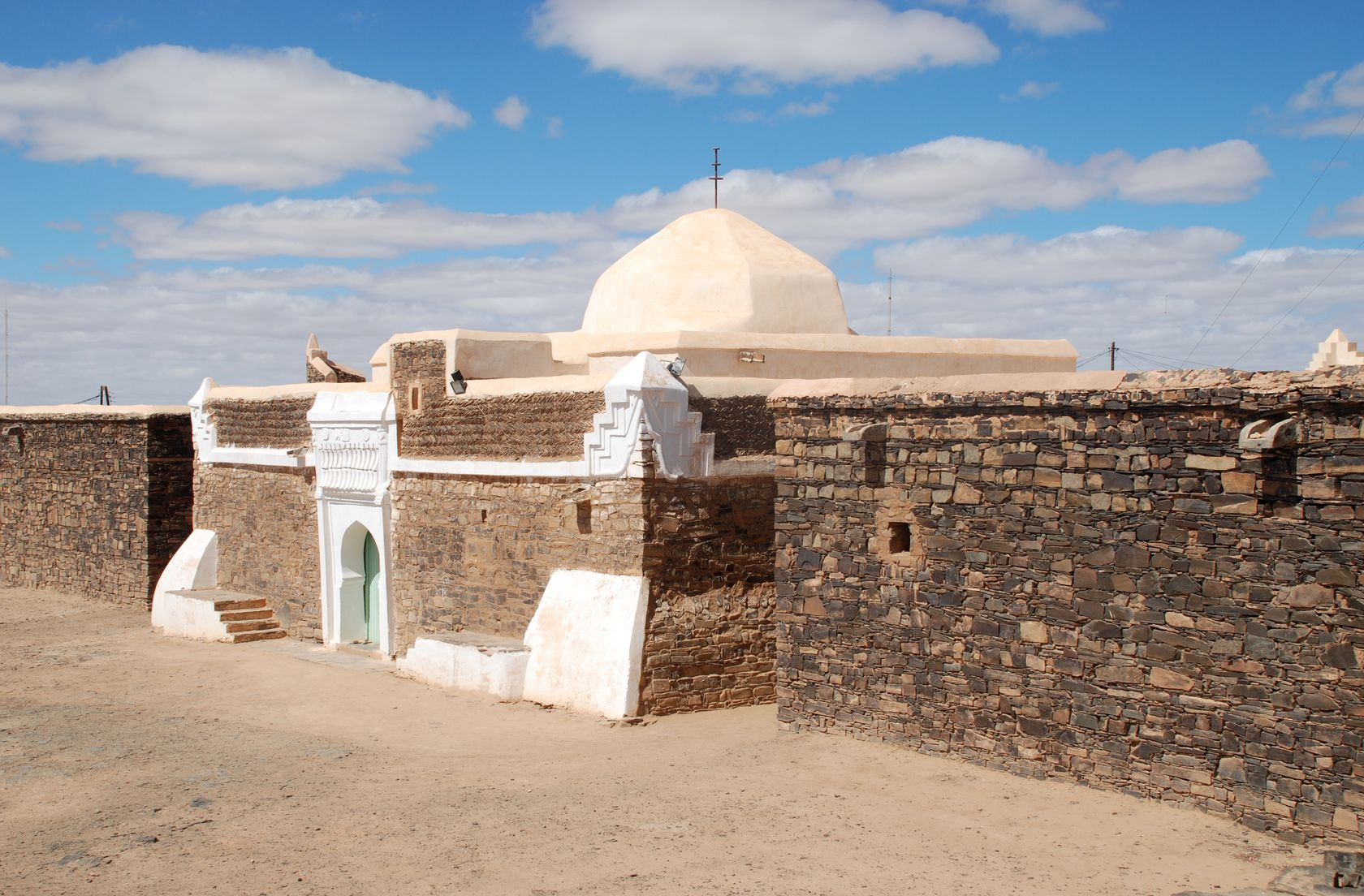
Die Zāwiya von Mā' al-ʿAinain, einem der wichtigsten Scheiche der Fādilīya, in Smara

Die Fādilīya (arabisch الطريقة الفاضلية, DMG aṭ-ṭarīqa al-Fāḍilīya) ist ein Zweigorden der Qādirīya, der im 19. Jahrhundert in der Hodh-Region in Mauretanien entstand und sich von dort aus über Mauretanien, nach Senegal, in das Gebiet der West-Sahara und nach Marokko ausbreitete. Er ist nach Muhammad Fādil ibn Māmīn (1795–1869) aus dem Clan der Ahl Tālib al-Muchtār benannt. Eine Besonderheit der Fādilīya ist, dass in ihr auch spezifischen Litaneien (aurād) anderer sufischer Orden weitergegeben werden.
In Mauretanien haben sich die Anhänger der Fādilīya besonders um die Sedentarisierung der Nomaden bemüht. Gegenüber der französischen Kolonialmacht verfolgten die Führer der Bruderschaft keine einheitliche Linie. Während Muhammad Fādils Sohn Mā' al-ʿAinain al-Qalqamī (1831–1910) mit seinen Anhängern den Widerstand gegen sie organisierte, arbeitete sein Bruder Saʿd Būh (1850–1917) eng mit den Franzosen zusammen.

## Geschichte

### Anfänge
Muhammad Fādil ibn Māmīn, der Gründer der Fādilīya, war Oberhaupt des Clans der Ahl Tālib Muchtār, die als Nomaden durch die Hodh-Region zogen. Er stammte aus einer Gelehrtenfamilie, die verschiedene Ordenstraditionen pflegte. Sein Vater Māmīn soll sowohl die Gebetsformeln (aurād) des Nāsirīya-Zweigorden der Schādhilīya als auch diejenigen der Tidschānīya und der Qādirīya verbreitet haben. Sein Sohn Muhammad Fādil verließ niemals die Sahara, sondern studierte bei verschiedenen lokalen Lehrern. Hierbei orientierte er sich sehr stark an Muhammad Laghdaf (st. 1803/4), einem Sufi im Gebiet der Bidhan, der mit der Ghudfīya eine eigene Bruderschaft gegründet hatte. Muhammad Fādil widmete ihm zahlreiche Gedichte, in denen er ihn als "Pol der Zeit" (quṭb az-zamān) pries.
Nach Abschluss seiner spirituellen Ausbildung begann Muhammad Fādil, seine eigene Tarīqa unter den angrenzenden Stämmen zu verbreiten. Charakteristische Praktiken der Ghudfīya, die Eingang in die Fādilīya gefunden haben, sind der Dschadhb, eine Art Entrückungszustand, der Tanz und die laute Rezitation des wird, der ordenspezifischen Litanei. In der Fādilīya wurden auch verschiedene organisatorische Besonderheiten von der Muchtārīya (bzw. Bakkā'īya) übernommen, einem anderen Zweigorden der Qādirīya, den der Kunta-Gelehrte Sīdī al-Muchtār al-Kuntī (st. 1811) gegründet hatte. Dazu gehörten der starke Zusammenhalt der Schüler und die Einsammlung von Geschenken unter ihnen.
Muhammad führte seine Schüler in verschiedene Sufi-Orden ein und gab ihnen die Freiheit, denjenigen wird zu wählen, der zu ihnen passte, oder auch mehrere zu akkumulieren. Das zog viele Anhänger an und begründete gleichzeitig eine Besonderheit, die der Fādilīya innerhalb des Qādirīya-Ordens eine gewisse Autonomie verlieh.
Bereits zur Lebenszeit des Gründers erlangte die Fādilīya einigen Einfluss in der Region. Ein Neffe Muhammad Fādils gleichen Namens wanderte 1850 in Richtung Nordwesten und verbreitete den Orden in der Region Adrar. Allerdings war es erst die zweite Generation, die dem Orden zu größerer Verbreitung verhalf. Muhammad Fādil hatte insgesamt 48 Söhne. Vor seinem Tod bereitete er sehr sorgfältig seine Nachfolge vor, indem er den Lebensraum der Bidhan unter den wichtigsten von ihnen aufteilte. Während sein Sohn Sīdī l-Chair die väterliche Zāwiya im Hodh weiterführte, wanderten die meisten Brüder in das subsaharische Afrika aus. Alfred Le Chatelier führte in seinem 1899 veröffentlichten Buch über den Islam in Westafrika eine ganze Liste von Stämmen auf, in denen es Anhänger der Fādilīya gab. Besondere Verdienste um die Verbreitung des Ordens erwarben sich Muhammad Fādils Söhne Sīdī al-Mustafā, bekannter unter dem Namen Mā' al-ʿAinain, und Saʿd Būh (Saadibouh).

### Mā' al-ʿAinain und Saʿd Būh
Muhammad Fādils Sohn Mā' al-ʿAinain wanderte nordwärts, wo er sich zunächst in Tinduf niederließ und dann in dem Gebiet der Saguia el Hamra die Stadt Smara gründete. Dort setzte er die Tätigkeit seines Vaters als sufischer Gelehrter fort, verfasste zahlreiche Werke und entwickelte enge Kontakte zum marokkanischen Sultan, der ihn wirtschaftlich unterstützte und umgekehrt von ihm in seine Bruderschaft aufgenommen wurde. Mā' al-ʿAinain wurde auch in die marokkanische Politik hineingezogen und unternahm mit dem Sultan einen militärischen Feldzug gegen die Franzosen, zunächst in Mauretanien und später in Marokko. 1903 verteidigte er in seiner Schrift Huǧǧat al-murīd fī l-ǧahr bi-ḏikr ʿalā l-marīd, die in Fès veröffentlicht wurde, den die Fādilīya kennzeichnenden lauten Dhikr gegen Kritiker.
Sein Bruder Saʿd Būh (gest. 1917) gründete ein bedeutendes Zentrum des Ordens in der Gibla-Region im Westen, unmittelbar an der Küste und konnte seinen Einfluss auch in das Gebiet südlich des Senegal-Flusses ausweiten. In den letzten dreißig Jahren des 19. Jahrhunderts besetzte er mit seinen Anhängern außerdem eine Anzahl von Plätzen in der Region von Trarza entlang der Handelswege, die Saint-Louis mit dem Adrar verbinden. Aufgrund der Feindschaft, die zwischen der Fādilīya und den Kunta bestand, hatte er aber von deren Seite viele Verleumdungen zu erleiden.
Saʿd Buh hielt seine Söhne und Töchter dazu an, Cousinen und Cousins aus anderen Zweigen der Fādilīya-Familie zu heiraten, um damit das Familiennetzwerk zu verstärken. Mit Hilfe seiner Anhänger und Familienangehörigen baute er ein Informationsnetzwerk auf, das die gesamte senegalesisch-mauretanische Zone umfasste. Die Franzosen sahen ihn als den mächtigsten Vertreter der Fādilīya-Bruderschaft in Mauretanien und in Schwarz-Afrika an.
Die beiden Brüder Saʿd Būh und Mā' al-ʿAinain unterhielten enge Beziehungen. Zwei Söhne von Mā' al-ʿAinain heirateten zwei Töchter von Saʿd Būh, und wenig später heirateten umgekehrt zwei Söhne von Saʿd Būh zwei Töchter von Mā' al-ʿAinain. Die politische Aktivität von Mā' al-ʿAinain führte jedoch zu einer Auseinandersetzung mit seinem Bruder, der unter sehr andersartigen Umständen die französische Präsenz akzeptierte und ein Fatwa gegen einen "unrealistischen" und zerstörerischen Dschihad gegen Frankreich veröffentlichte. Die Ehen der Söhne von Mā' al-ʿAinain mit Töchtern von Saʿd Buh haben die Auseinandersetzungen zwischen den beiden Brüdern überlebt, die beiden Söhne von Saʿd Būh, die Töchter von Mā' al-ʿAinain geheiratet hatten, verstießen jedoch ihre Ehefrauen.

### Der Orden in der Zeit nach den beiden Brüdern
Mā' al-ʿAinain fiel 1910 im Süden Marokkos im Kampf gegen die französischen Truppen. Sein Grab in Tiznit entwickelte sich zu einem der wichtigsten religiösen Anziehungspunkte der Fādilīya im Norden. Hier gewann der Orden um die Zeit auch großen Einfluss bei der Taschelhit sprechenden berberischen Volksgruppe der Schlöh. In den Jahren um 1935 gründete Scheich Muhammad ʿAbdallāh wuld Adda, ein Anhänger der Fādilīya, im Tagant die Ortschaft Boumdeït mit einer landwirtschaftlichen Kooperative. Der unangefochtene Führer der Fādilīya zu dieser Zeit war Scheich Tourad-Ould-Abaas (st. 1945) aus dem Clan der Ahl Cheikh-Al-Haïram in Néma.
Im Jahre 1998 versammelten sich die Führer der Bruderschaft aus der Nachkommenschaft des Ordensgründers in Nouakchott und unterzeichneten ein Abschlussprotokoll in arabischer Sprache, in dem sie zum einen dazu aufriefen, den Geist des Zusammenhalts unter den Nachkommen von Muhammad Fādil und seiner Brüder zu stärken, „ganz gleich, ob sie sich in Mauretanien, Marokko, Senegal, Gambia, Guinea, Mali oder anderswo befinden“. Zum anderen beschlossen sie ein Programm zur Stärkung der lokalen Verankerung des Ordens an den Orten, die mit seiner Geschichte verbunden sind. Hierzu gehören die Errichtung einer nach Muhammad Fādil benannten Zāwiya neben seinem Mausoleum in Bayribāf bei Néma und die Gründung eines nach Saʿd Buh benannten Zentrums für islamische Studien bei seinem Mausoleum in an-Nimdschāt in der Verwaltungsregion Trarza. Des Weiteren wurde beschlossen, regelmäßige Versammlungen des Ordens abzuhalten, und zwar zunächst in an-Nimdschāt, dann im marokkanischen Tiznit und schließlich in der Zāwiya von Bayribāf.

## Lehrtradition
Die Fādilīya versteht sich im Prinzip als qādiritischer Orden und misst dem Wird, d. h. der ordenspezifischen Litanei, der Qādirīya sehr große Bedeutung zu. Beim Dhikr wird an diesen Wird in ansteigendem Ton die Formel lā ilāha illā Llāh wa-Muḥammadun rasūlu Llāh ("Es gibt keinen Gott außer Gott, und Muhammad ist der Gesandte Gottes") angehängt. Allerdings greift man auch auf andere Aurād (pl. von Wird) zurück. In der jüngeren Vergangenheit gab es immer wieder polemische Kontroversen über den Ursprung der Fādilīya. Ghaithī w. Mamma, ein Nachkomme von Muhammad Fādil, veröffentlichte 1995 in Mauretanien einen Zeitungsartikel, in dem er vor allem die These zurückwies, die Fādilīya sei ein Zweigorden der Schādhilīya.
Saʿd Būh gab die Silsila der Fādilīya folgendermaßen an: Mohammed -> ʿAlī ibn Abī Tālib ->  al-Hasan al-Basrī -> Sarī as-Saqatī -> Dschunaid -> Abū Bakr asch-Schiblī -> asch-Schunbukī -> Abū l-Wāfī -> ʿAbd al-Qādir al-Dschīlānī -> Ibn Haita -> Abū n-Nadschīb as-Suhrawardī -> Muhyī d-Dīn Ibn ʿArabī –> ʿAbd as-Salām ibn Maschīsch -> Abū l-Hasan asch-Schādhilī -> Abū l-ʿAbbās al-Mursī -> Ibn Atā' Allāh al-Iskandarānī -> al-Bādschilī -> Muhammad (?) -> ʿAlyūn ibn Ufa -> ʿUqba al-Hadramī -> Ahmad Zarrūq -> Sīdī Yahyā -> Tālib Habīb -> Tālib Diyā' al-Muchtār -> Tālib Muhammad -> Tālib Chiyār -> Māmīn -> Muhammad Fādil. Bis zu Sīdī Yahyā entspricht diese Silsila der Silsila der Qādirīya, die darauf folgenden Kettenglieder sind Vorfahren von Muhammad Fādil. Mā' al-ʿAinain führte anders als Saʿd Būh Silsila des Ordens über Sīdī Yahyā auf as-Suyūtī zurück. Für die anderen Aurād, die die Fādilīya-Scheiche übermittelten, verfügten sie über keine Silsila.
Auf sufischer Ebene orientiert sich die Fādilīya an den Schriften des maghrebinischen Gelehrten Ahmad Zarrūq (1442–1493).